# Theope hypoleuca
Espèce
Theope hypoleuca est un papillon, plus précisément une espèce d'insectes lépidoptères appartenant à la famille  des Riodinidae et au genre Theope.

## Taxonomie
Theope hypoleuca a été décrit par Henry Walter Bates en 1868.

## Description
Theope hypoleuca est un papillon au dessus de couleur violine. Les ailes antérieures sont violet avec une bordure costale et un très large bordure externe marron. Les ailes postérieures sont ocre à reflets violets avec les veines marron roux.
Le revers est de couleur ocre clair.

## Écologie et distribution
Theope hypoleuca est présent au Brésil.

### Protection
Pas de statut de protection particulier.